# Condado de Grant (Kentucky)

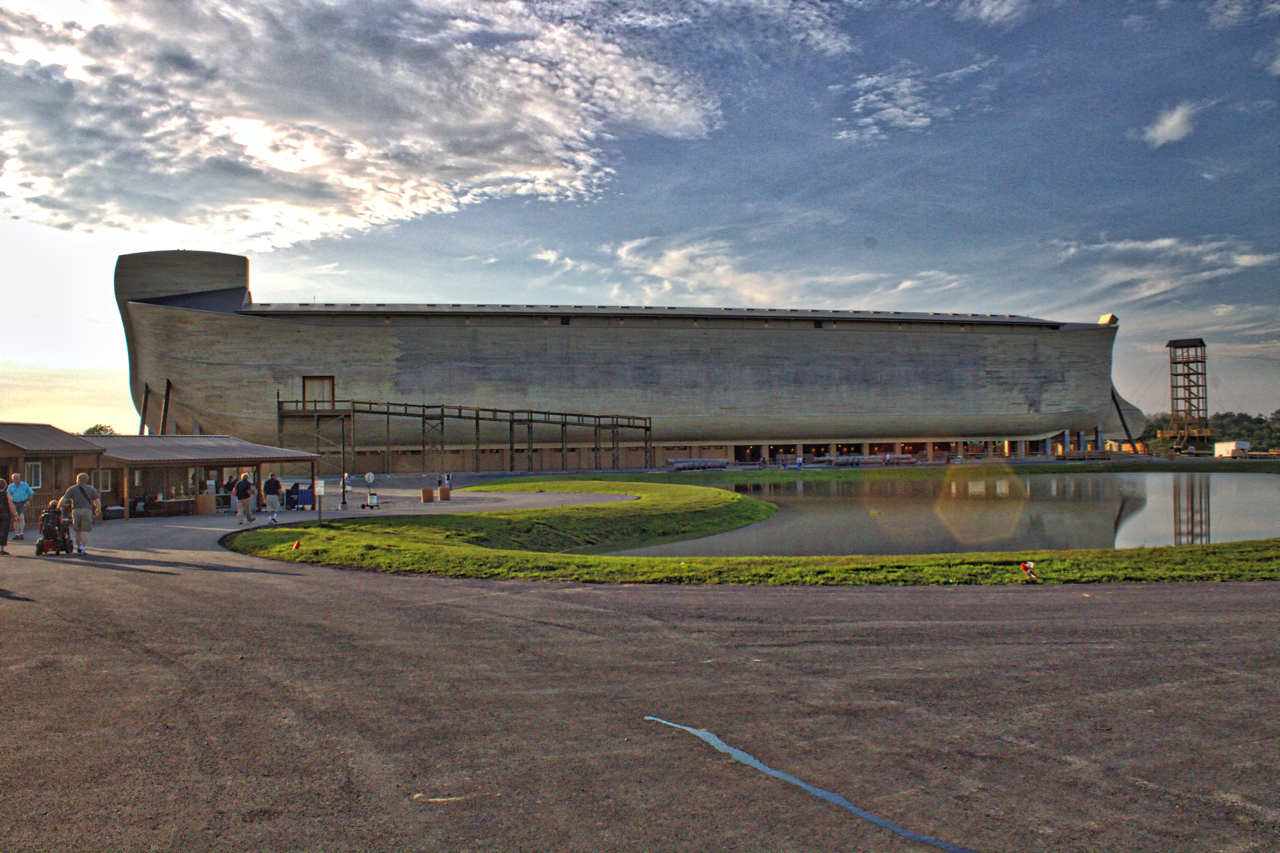
Réplica da Arca de Noé instalada por um grupo fundamentalista cristão no Condado de Grant, 2016

O Condado de Grant é um dos 120 condados do Eestado americano de Kentucky. A sede do condado é Williamstown, e sua maior cidade é Williamstown. O condado possui uma área de 675 km² (dos quais 2 km² estão cobertos por água), uma população de 22 384 habitantes, e uma densidade populacional de 33 hab/km² (segundo o censo nacional de 2000). O condado foi fundado em 1820. O condado proíbe a venda de bebidas alcoólicas, exceto em restaurantes capazes de atender mais de cem clientes sentados em Corinth.